# Parafia Świętej Trójcy w Belsku Dużym
Parafia pw. Świętej Trójcy w Belsku Dużym – parafia rzymskokatolicka znajdująca się w dekanacie grójeckim, archidiecezji warszawskiej, metropolii warszawskiej Kościoła katolickiego, w Belsku Dużym. Obsługiwana przez księży archidiecezjalnych. Mieści się przy ulicy Modrzewiowej.

## Historia
Parafia została erygowana w 1779. 

### Kościół parafialny
Obecny kościół parafialny wybudowany w latach 1776–1779.
W podziemiach kościoła jest pochowany pułkownik Jan Leon Kozietulski, dowódca 3 szwadronu szwoleżerów, którzy wsławili się szarżą pod Somosierrą a na tyłach kościoła na rodzinnym cmentarzu Zdzisław Lubomirski, który w latach 5 VIII 1916 – 6 X 1917 był Prezydentem Warszawy.